# Districte de Tharrawaddy
El districte de Tharrawaddy o Tharyarwady  és una divisió administrativa de Birmània a la part occidental de la divisió de Bago (Pegu). La capital és Tharyarwady. Té una superfície de 7.261 km² i una població d'1.296.780 habitants (estimació 2003).
Administrativament està dividit en 8 townships:
- Tharyarwady
- Letbadann
- Minhla
- Ok-Hpo
- Zeegonn
- Nattalinn
- Mony
- Gyobingauk

## Història
El nom apareix al segle xviii aplicat a un territori considerable entre l'Irauadi i les muntanyes Pegu Yoma, del qual el districte modern només és una part. Forma part del regne de Pegu i fou annexionat pels birmans el 1757.
A l'inici del segle xix era un feu per un príncep de la casa reial birmana conegut com el príncep de Tharrawaddy; llest i sincer però ambiciós i cruel, el príncep va convertir el seu feu en un domini de lladres dels que es va valdre el 1837 per destronar al seu germà Bagyidaw. Tharrawaddy fou ocupada temporalment el 1825 pels britànics sense presentar resistència a Sir Archibald Campbell. Després de la segona Guerra Anglo-birmana del 1852-1853, a la zona es va oposar lleu resistència al llarg del riu; el districte de Pegu fou annexionat i Tharrawaddy i Henzada van formar un únic districte amb el nom de districte de Tharrawaw (incloïa també part del districte de Maubin) situació que es va mantenir fins al 1878. Un home anomenat Gaung Gyi, thugyi hereditari deposat pel govern birmà per no pagar les taxes (se'l va substituir per un parent), fou el cap de la resistència; després d'expulsar al seu parent va recuperar el poder a l'inici de la guerra i amb el suport de la cort birmana va mantenir un regne de terror a la zona fins al 1855 quan les forces dels capitans D'Oyley i David Brown van imposar l'hegemonia britànica, i va haver de fugir a territori birmà.
El districte va tenir diverses capitals: Tharrawaddy, Henzada o Hinthada, Myanaung i altre cop Hinthada. El 1878 es va formar el districte amb el nom de Tharrawaddy i capital a aquesta població. La superfície era de 7.384 km². La població fou:
- 1872: 171.202
- 1881: 272.001
- 1891: 339.241
- 1901: 395.571

Les sis ciutats principals eren Tharrawaddy, Letpadan, Gyobingauk, Thonze, Zigon i Minhla, de les quals Letpadan, Gyobingauk i Thonze eren municipalitats i Zigon i Minhla comitès urbans. La població era de majoria budista amb reduïdes minories musulmana i hindú. La llengua general era el birmà amb 21,000 parlants de karen i uns pocs milers de xans.
Administrativament estava dividit en 2 subdivisions (Tharrawaddy al nord i Zigon al sud) i sis townships:
- Tharrawaddy
  - Tharrawaddy o Tharyarwady (format després del 1901)
  - Letbadann o Letpadan
  - Minhla
- Zigon
  - Mony o Monyo
  - Gyobingauk
  - Tapun

El township de Tharrawaddy mesurava 1013 km² i es va segregar de Letpadan després de 1901. La població era 53.940 habitants distribuïts en la ciutat de Thonze (6.578 habitants), la capital, Tharrawaddy, i 228 pobles.